# شجاع‌آباد، پاکستان
شجاع‌آباد (به انگلیسی: Shujabad) یک شهر در پاکستان است که در ناحیه ملتان واقع شده‌است. شجاع‌آباد ۱۵۲ متر بالاتر از سطح دریا واقع شده‌است.